# Sewerynów (województwo lubelskie)
Sewerynów – wieś w Polsce położona w województwie lubelskim, w powiecie łęczyńskim, w gminie Cyców. Obok miejscowości przepływa niewielka rzeka Świnka, dopływ Wieprza.
W latach 1975–1998 miejscowość położona była w województwie chełmskim.
Wieś stanowi sołectwo gminy Cyców. Według Narodowego Spisu Powszechnego z roku 2011 wieś liczyła 60 mieszkańców.